# Gorcum
Gorcum o Gorkum ([ˈɣɔrkɵ(ə)m]ⓘ en neerlandés: Gorinchem [ˈɣɔrɪnˌxɛm]) es una ciudad y un municipio de los Países Bajos occidentales, en la provincia de Holanda Meridional. El municipio cubre una área de 21.99 km² de los cuales 3.03 km² son de agua. Gorcum también incluye el núcleo de la población de Dalem.

## Historia
Se cree que Gorcum fue fundado alrededor del año 1000 por pescadores y granjeros en la tierra alta cerca de la desembocadura del río Linge en el Merwede. «Goriks Heem» se menciona por vez primera en un documento del año 1224 en el que el conde Florencio IV garantizaba al pueblo de Gorcum exención de pago de peajes a través de Holanda.
En algún momento, entre 1247 y 1267, Gorcum pasó a formar parte de las propiedades de los señores de Arkel. Al final del siglo XIII montes de tierra reforzados con empalizadas se construyeron en torno al asentamiento para protegerlo de la dominación de los condados vecinos de Holanda y Güeldres. Medio siglo más tarde se erigieron auténticas murallas en la ciudad completadas con siete puertas y 23 atalayas. Otto van Arkel garantizó los derechos ciudadanos el 11 de noviembre de 1322.
Jan van Arkel tuvo una disputa con Alberto I, hermano de Guillermo V de Holanda, lo que llevó a la guerra y posteriormente a la anexión de Gorcum a Holanda en 1417. Como resultado, se incrementó el comercio y Gorcum creció hasta ser la octava ciudad de Holanda.
El 9 de julio de 1572, los Mendigos del Mar (rebeldes holandeses contra el gobierno español) tomaron la ciudad y capturaron a 19 sacerdotes y monjes católicos porque rehusaban renunciar a su fe. Estos sacerdotes y monjes fueron llevados a Brielle donde los colgaron y en adelante se les conoció como los mártires de Gorcum.
En el siglo XVI los muros de la ciudad estaban tan deteriorados que fueron reemplazados con nuevas fortificaciones y once bastiones, que aún están casi completamente intactos. Los nuevos muros fueron acabados en 1609 y fueron ubicados más lejos del centro de la ciudad, doblando el tamaño de la ciudad. En 1673 Gorcum pasó a formar parte de la vieja línea defensiva holandesa Hollandse Waterlinie.
Las murallas de la ciudad tenían cuatro puertas: la Puerta de Arkel al norte, la de Dalem al este, la Puerta del Agua en el sur (donde estaba el ferry a Woudrichem), y la Puerta de Kansel en el oeste. De estas cuatro puertas sólo queda la de Dalem. Las otras se quitaron en el siglo XIX para hacer sitio al tráfico de vehículos. Una parte de la Puerta del Agua se conservó en los jardines del Rijksmuseum en Ámsterdam.
En el siglo XVIII, la economía declinó. Después de la dominación francesa, las tropas francesas en retirada se apostaron en la fortaleza bastión de Gorcum. Después de tres meses de sitio, capitularon el 20 de febrero de 1814, pero la ciudad estaba muy dañada.
Tras la Congreso de Viena pasó a ser parte del Reino de los Países Bajos.
Durante la Revolución Industrial, Gorcum se recuperó. El incremento de la navegación dio lugar a que se cavasen nuevos canales y se hiciese una conexión ferroviaria con la ciudad. Su población se incrementó rápidamente, cubriendo el radio urbano, por lo que nuevos vecindarios tuvieron que construirse fuera de las murallas de la ciudad.
A comienzos del siglo XX, la expansión tuvo lugar en los barrios de Lingewijk y Oeste. Después de la Segunda Guerra Mundial, comenzó la expansión en la porción noroeste del municipio que se acabó en la década de 1970. A esto siguió el desarrollo de la parte este de los barrios Wijdschild y Laag Dalem. En 1986, la ciudad Dalem se anexó al municipio de Gorcum.

## Galería

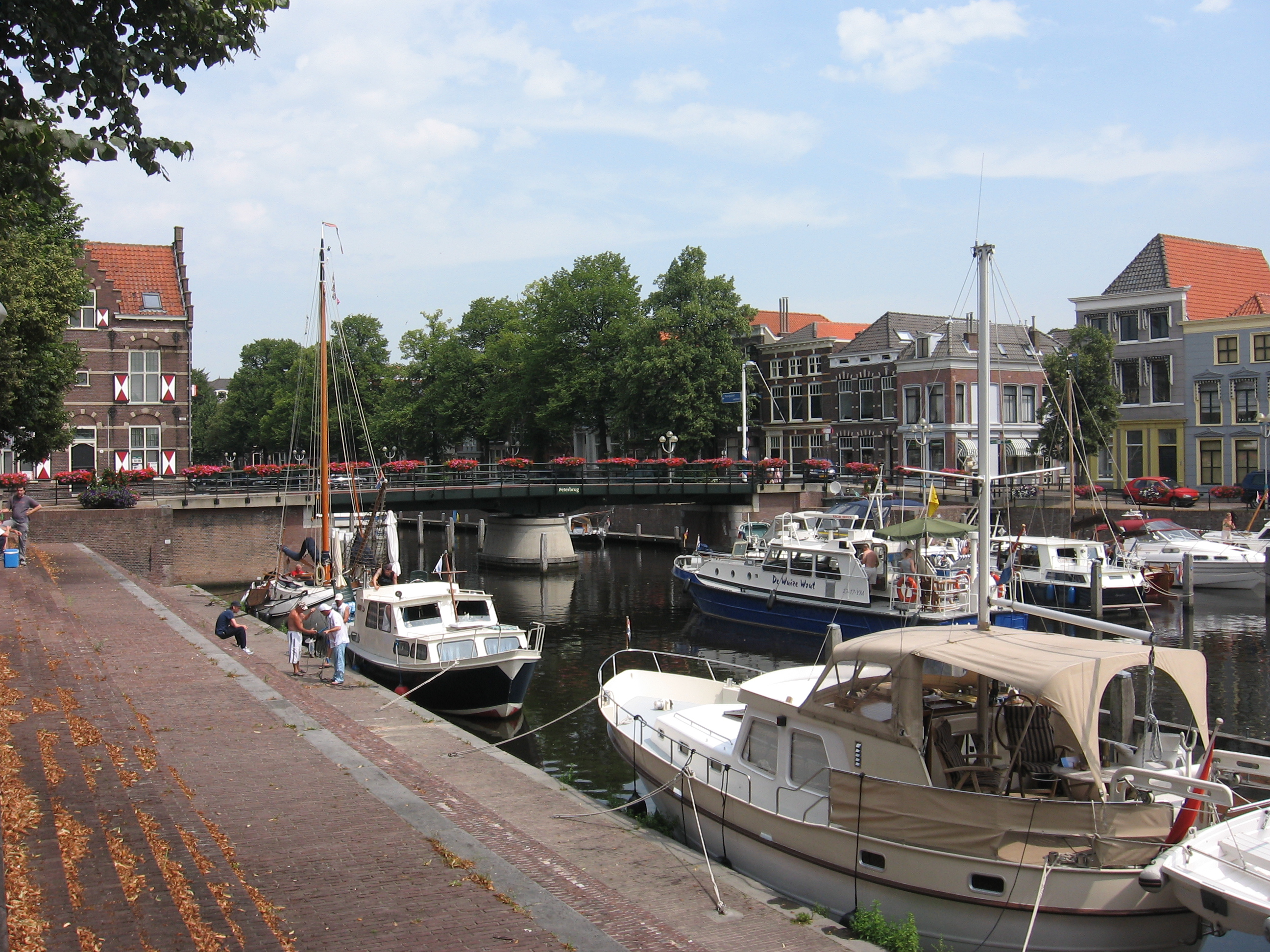
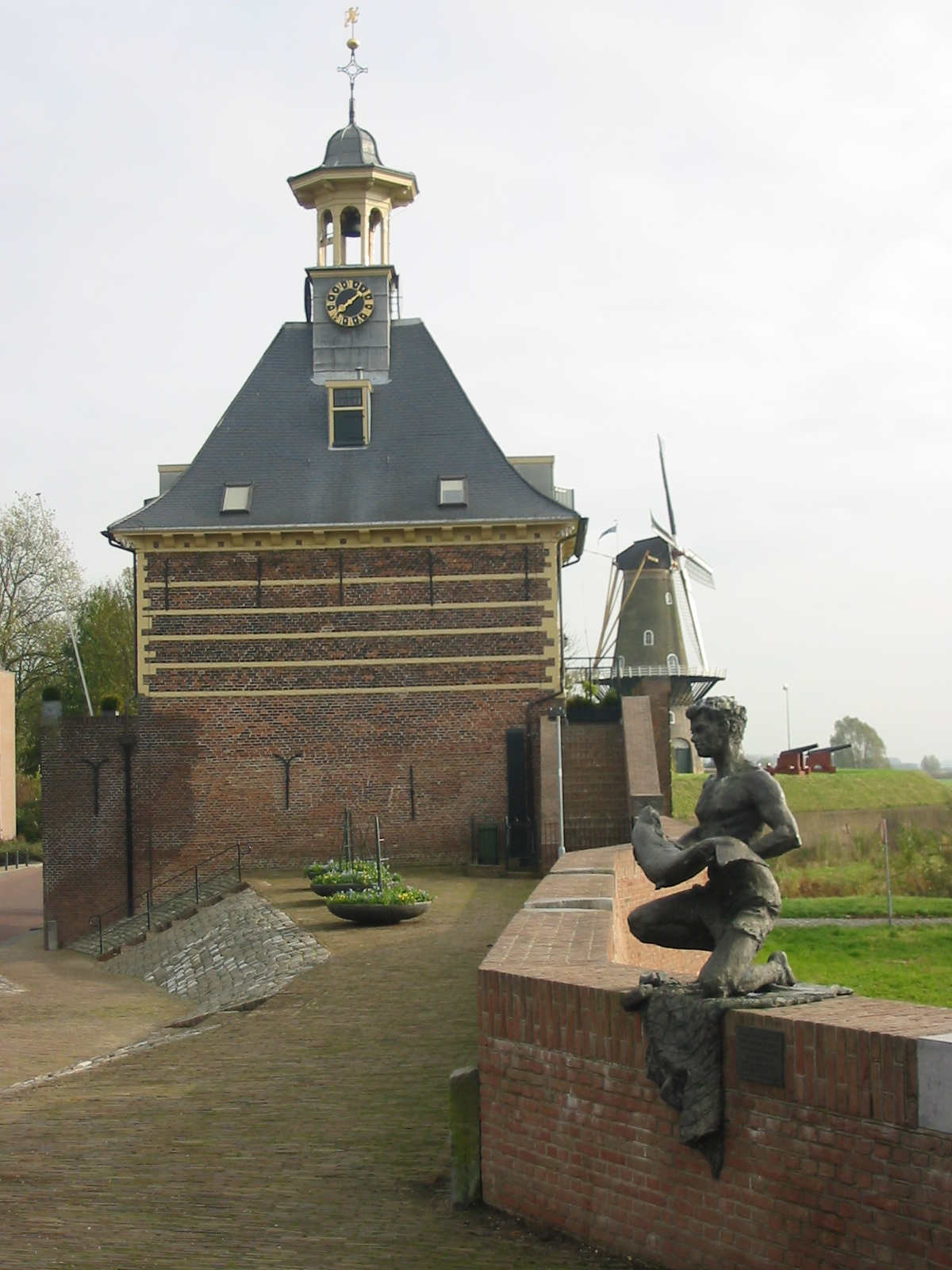
Puerta de Dalem
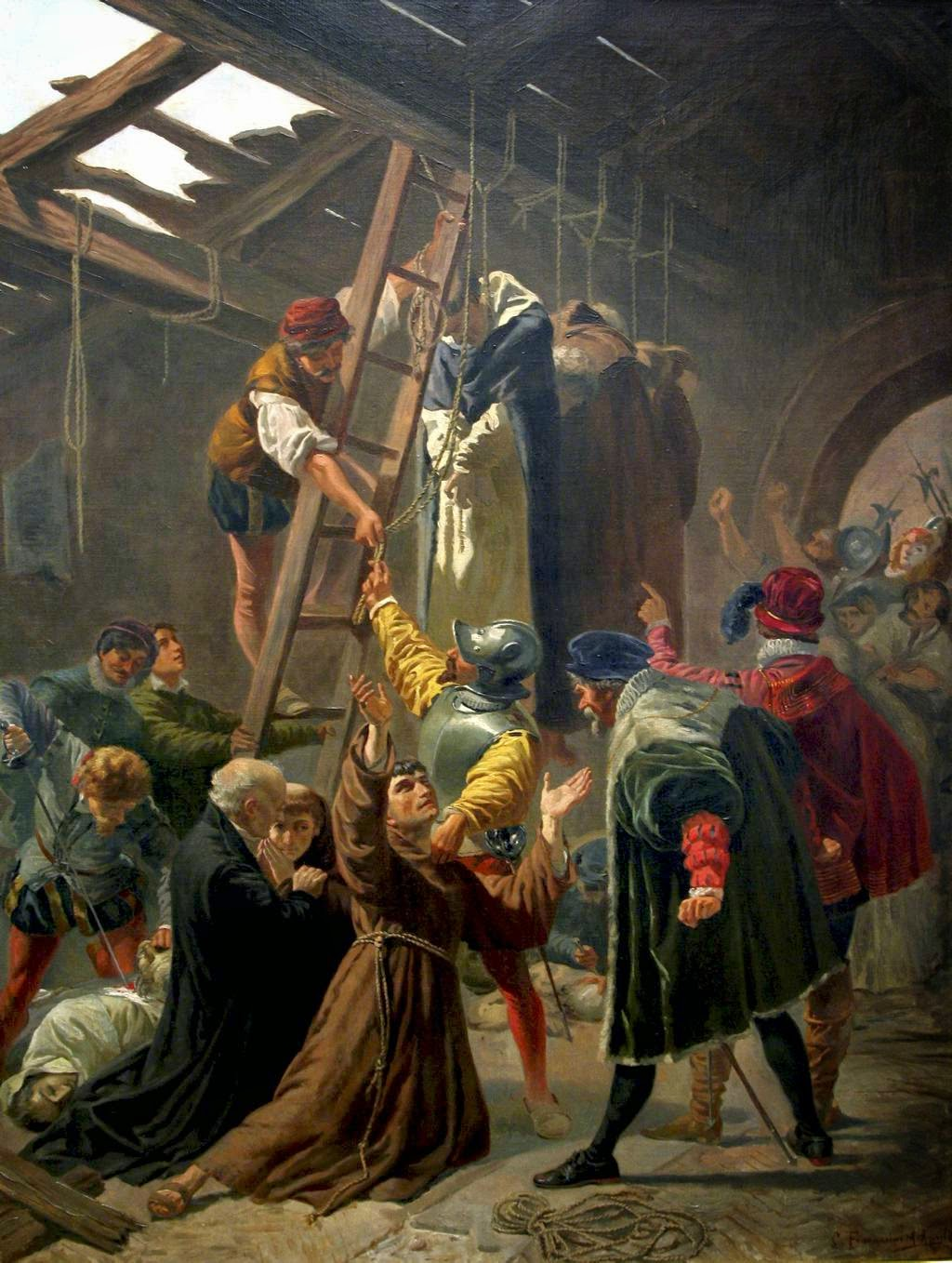
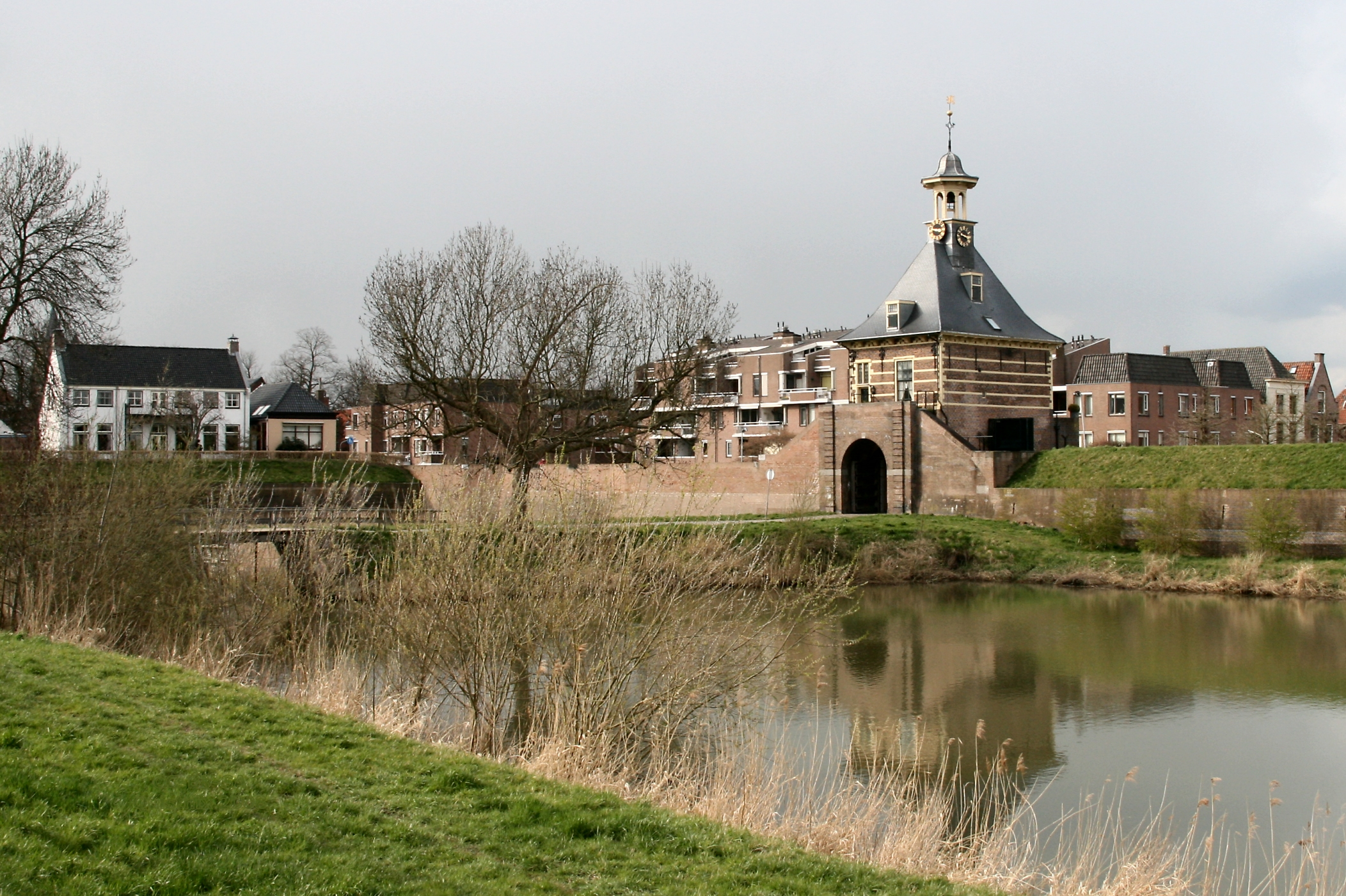
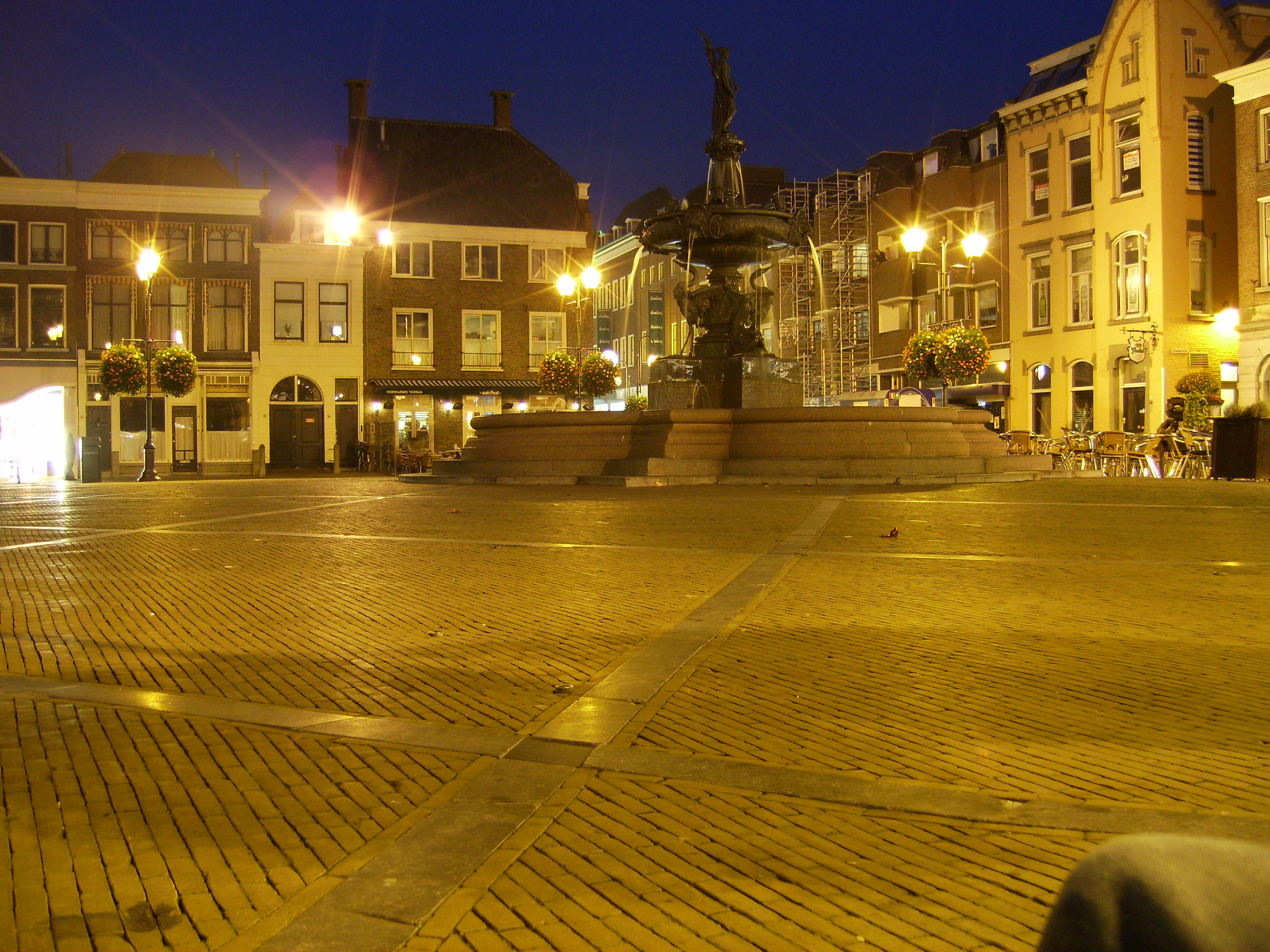
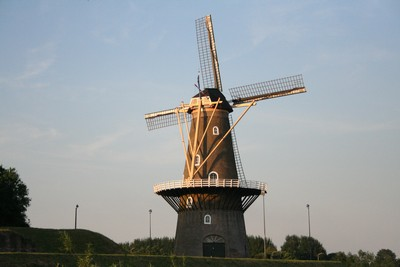

## Personajes ilustres
- Frenkie de Jong

En la ciudad nacieron los pintores barrocos:
- Abraham Bloemaert
- Aert van der Neer
- Jan van der Heyden